# Курганная культура
Курганная культура — группа археологических культур (4000—900 годы до н. э.), характерный тип погребального сооружения которой называется русским термином курган. Курганная культура распространилась на просторах Евразийской степи в энеолите — раннем бронзовом веке (4000—3200 годы до н. э., Древнеямная культурно-историческая общность). Соответственно, курганными культурами называют полукочевые, преимущественно скотоводческие культуры, распространившиеся из южно-русских степей и к 3500 году до н. э. достигшим Дуная, а к 2300 году до н. э. вышедшими к Эгейскому морю и Адриатике на юге и к Уралу на востоке, где они позднее (1600—900 годы до н. э.) образовали Срубную культурно-историческую общность. На территории современной Украины разновидностью формы курганной культуры являлась Катакомбная культура (2300—1800 гг. до н. э.), а на севере с этой экспансией можно ассоциировать Культуру одиночных погребений.
В исторической литературе, особенно переводной, встречается некоторая путаница при употреблении термина. Кроме того, значение термина может варьироваться в зависимости от языка, например Шведская национальная энциклопедия считает тумулус полным синонимом слова «курган» (швед. — gravhög).Тем не менее современный энциклопедический археологический словарь разделяет употребление терминов «тумулус» и «курган». Архетипичным тумулусом признаётся круглая насыпь над круглой погребальной камерой Этрусского типа (6-5 века до н. э.). Впоследствии по их образцу (по образцу этруссков) были созданы мавзолеи для римских императоров Августа и Адриана. Соответственно, «тумулусной культурой» (англ. — Tumulus culture, нем. — Hügelgräberkultur) в современной англоязычной археологической литературе называют культуру курганных погребений (1600—1200 гг. до н. э.).
Таким образом, в современной англоязычной археологической литературе разделяются курганные (4000—900 годы до н. э.) и тумулусные культуры (1600—1200 гг. до н. э.), в разное время занимавшие одну и ту же территорию в Центральной и Восточной Европе. В русскоязычной литературе для этих культурных общностей обычно используют схожие между собой названия Курганная культура и Культура курганных погребений.